# وقتی تنها گیرت بیاورم
«وقتی تنها گیرت بیاورم» (به انگلیسی: When I Get You Alone) تک‌آهنگی از رابین تیک است که در سال ۲۰۰۲ میلادی منتشر شد.
این تک‌آهنگ در چارت‌های والونیا، نیوزلند جزو ده ترانه اول قرار گرفت.